# Marshall (Teksas)
Marshall je grad u američkoj saveznoj državi Teksas. Prema popisu stanovništva iz 2010. u njemu je živjelo 23.523 stanovnika.